# Formatge de raclet
El formatge de raclet és un formatge de pasta premsada no cuita fet amb llet de vaca. De textura cremosa, madura durant un període de tres a quatre mesos i té un gust dolç i lleugerament cítric. És originari del cantó suís de Valais.
El seu període de degustació òptima s'estén de novembre a febrer però és excel·lent tot l'any. És un formatge sociable per excel·lència, i la millor manera de consumir-lo és amb els amics i servit fos amb patates o embotits de muntanya. A Suïssa, el formatge de raclet es menja acompanyat d'una beguda calenta o d'un vi blanc lleuger com el Chasselas.
El formatge de raclet va obtenir, a finals del 2003, la distinció AOC (Appellation d'Origine Contrôlée, traduït com a Denominació d'Origen Controlada) a Suïssa. Aquesta distinció limita la producció d'aquest formatge al territori del cantó de Valais i fixa unes quantitats precises per a la seva fabricació (quantitat i proporcions dels ingredients). Aquesta AOC ha estat objecte d'una gran controvèrsia a Suïssa, ja que una important quantitat de formatge de raclet és produïda segons altres mètodes en altres cantons encara que utilitzant en certa manera la fama del cantó de Valais per llurs respectives autopromocions.